# Mercedes-Benz M 180
Der M 180 ist ein Sechszylinder-Reihenmotor von Daimler-Benz und wurde 1951 als erster neuer Sechszylindermotor des Unternehmens nach dem Zweiten Weltkrieg im PKW Mercedes-Benz W 187 vorgestellt.
Der Ottomotor mit 2,2 Litern Hubraum hatte anfangs 80 PS (59 kW) Leistung; die 2,3 Liter-Version im bis 1976 gebauten Mercedes 230.6 (W 114, „Strich-Acht“) erreichte 120 PS (88 kW).

## Modellgeschichte

### Allgemeines
In seinem Buch The Wankel Rotary Engine: A History schreibt John B. Hege, Wolf-Dieter Bensinger sei für die Entwicklung des Motors „verantwortlich“ gewesen. Die Grundkonzeption des Motors mit einer kettengetriebenen obenliegenden Nockenwelle (OHC) und Gegenstromzylinderkopf fand sich bei den Sechszylindermotoren M 127 (2,2/2,3 l), M 108/M 129 (2,5 l) bis hin zum M 130 (2,8 l) wieder, der für den Unimog 404 noch bis 1980 gebaut wurde. Der bis 1989 produzierte M 110 mit Querstromzylinderkopf und zwei obenliegenden Nockenwellen (DOHC) basierte auf dem M-130-Motorblock und damit letztlich auch dem M 180.
Bereits 1976 kam der M 123 (2,5 l) zum Einsatz, der im Mercedes 250 der neuen Baureihe 123 als nun kleinster Pkw-Sechszylindermotor den 2,3-Liter-M 180 ablöste.
Der Einsatz von Benzinmotoren in Militär-Unimogs war aufgrund des STANAG der NATO erforderlich, da Benzinmotoren zu damaliger Zeit eine bessere Wintertauglichkeit bei extremer Kälte hatten und sowohl Panzer als auch militärische Geländewagen fast vollzählig mit Benzinmotoren ausgestattet waren. Dies ermöglichte eine vereinfachte Kraftstofflogistik und sparte Transportkapazität.

### Technische Daten
- Sechszylinder-Reihenmotor; Kurbelgehäuse und Zylinderkopf aus Grauguss; Zylinderkopf ab 1954 aus einer Aluminiumlegierung
- Kurbelwelle mit vier Hauptlagern
- OHC-Ventilsteuerung: eine Nockenwelle im Zylinderkopf; zwei Ventile pro Zylinder
- Bohrung x Hub: 80 mm × 72,8 mm (2,3-Liter-Version: 81,75 mm × 72,8 mm)
- Hubraum: 2195 cm³ bzw. 2292 cm³
- Verdichtungsverhältnis: 6,5:1 bis 9,0:1
- Gewicht (trocken): 182 kg

## Baumusterübersicht
| Baumuster | Motor-Typ  | Nennleistung (kW) | Produktionszeitraum | Verwendung                                |
| --------- | ---------- | ----------------- | ------------------- | ----------------------------------------- |
| M 180.920 |            | 55                | 1953                |                                           |
| M 180.922 |            | 63                | 1953 bis 1967       |                                           |
| M 180.924 |            | 74/78             | 1956 bis 1959       |                                           |
| M 180.926 |            | 63                | 1957                |                                           |
| M 180.927 |            | 59                | 1955 bis 1956       |                                           |
| M 180.927 |            | 60                | 1956 bis 1969       |                                           |
| M 180.928 |            | 59/60             | 1957 bis 1977       | Unimog 404.114                            |
| M 180.929 |            | 60                | 1957 bis 1968       |                                           |
| M 180.931 |            | 63                | 1957                |                                           |
| M 180.942 |            | 68                | 1961 bis 1968       |                                           |
| M 180.943 |            | 60                | 1960 bis 1968       |                                           |
| M 180.944 |            | 66                | 1957 bis 1959       |                                           |
| M 180.952 |            | 68                | 1969 bis 1976       |                                           |
| M 180.953 |            | 63                | 1967 bis 1976       | Unimog 404.113                            |
| M 180.954 | M 180 V 23 | 88                | 1968 bis 1976       | W 114.015 bzw. W 114.615 (230 bzw. 230.6) |
| M 180.958 |            | 63                | 1971 bis 1980       |                                           |